# Frank Wilczek
Frank Wilczek (Mineola (Nueva York), 15 de mayo de 1951) es un físico estadounidense de origen polaco e italiano.
Junto con David Gross y David Politzer recibió el Premio Nobel de Física 2004 por el descubrimiento de la libertad asintótica en la teoría de la interacción fuerte.
En 1973, Wilczek, un estudiante graduado trabajando con David Gross en la Universidad de Princeton, descubrió la libertad asintótica que afirma que mientras más próximos estén los quarks menor es la interacción fuerte entre ellos; cuando los quarks están extremadamente próximos la interacción nuclear entre ellos es tan débil que se comportan casi como partículas libres. La libertad asintótica, descubierta independientemente casi al mismo tiempo por David Politzer, fue importante para el descubrimiento de la cromodinámica cuántica.
Wilczek ayudó al conocimiento y desarrollo de aniones, axiones, libertad asintótica y otros aspectos del campo de la teoría cuántica en general y ha investigado en física de materia condensada, astrofísica y física de partículas. Fue galardonado con la Medalla Lorentz en 2002.

## Biografía
Nacido en Mineola (Nueva York), Wilczek fue educado en las escuelas públicas de Queens, asistiendo a la escuela secundaria Martin Van Buren. Fue en ese momento que los padres de Wilczek se dieron cuenta de que era excepcional, en parte como resultado de que a Frank se le había sometido a un test de inteligencia.
Después de saltarse dos grados, Wilczek comenzó la escuela secundaria en el décimo grado, cuando tenía 13 años. Se sintió particularmente inspirado por dos de sus profesores de física de la escuela secundaria, uno de los cuales impartió un curso que ayudó a los estudiantes con la búsqueda nacional de talentos científicos de Westinghouse. Wilczek fue finalista en 1967 y finalmente ganó el cuarto lugar, basado en un proyecto matemático que involucraba la teoría de grupos.
Recibió su título de matemática y membresía en Phi Beta Kappa en la Universidad de Chicago en 1970,  un Master de Artes en Matemática en la Universidad de Princeton en 1972 y su doctorado en Física en la Universidad de Princeton en 1974 con David Gross como director de tesis.
Es profesor de física en el Centro de Física Teórica del MIT, Director Fundador del Instituto TD Lee y Científico Jefe en el Centro Quantum Wilczek, Universidad Jiao Tong de Shanghái, profesor distinguido en la Universidad Estatal de Arizona y profesor titular en la Universidad de Estocolmo investigador adjunto del Centro de Estudios Científicos CECS. Trabajó en el Instituto de Estudios Avanzados en Princeton y en el Instituto Kavli para Física Teórica en Santa Bárbara, California.

## Activismo
En 2014, Wilczek escribió una carta, junto con Stephen Hawking, Max Tegmark y Stuart J. Russell, advirtiendo que «el éxito en la creación de inteligencia artificial (IA) sería el evento más grande en la historia de la humanidad. Desafortunadamente, también podría ser el último, a menos que aprendamos cómo evitar los riesgos.»
Fue uno de los firmantes de una petición al presidente Barack Obama en 2015 para que el Gobierno Federal de Estados Unidos hiciera un pacto de desarme nuclear y no agresión.
En 2016, firmó una carta de premios Nobel pidiendo a Greenpeace, las Naciones Unidas y los gobiernos de todo el mundo que dejaran de luchar contra los organismos genéticamente modificados.

## Actuales investigaciones
- Física de partículas
- Comportamiento de la materia: temperaturas ultraelevadas, densidad y estructura de fase
- Aplicaciones de la física de partículas a la cosmología
- Aplicaciones de técnicas de teoría cuántica de campos a la física de materia condensada
- Teoría cuántica de los agujeros negros.

En 2012 propuso el concepto de cristal de tiempo, un nuevo estado de la materia que exhibe oscilaciones periódicas en el estado fundamental. Esto fue rechazado como imposible por la comunidad científica. En 2017, se detectaron estados cuya frecuencia se desvía de la frecuencia de excitación en sistemas cuánticos excitados externamente. En analogía con la idea de Wilczek, tales estados se denominaron "cristales de tiempo discreto".

## Membresía
- Es miembro cofundador de la Fundación Kosciuszko del Colegio de Científicos Eminentes de Origen y Ascendencia Polaca.[17]
- Es miembro extranjero de la Academia Polaca de Artes y Ciencias (Facultad III: Matemáticas, Física y Tecnología).[18]
- Fue elegido miembro de la Academia Nacional de Ciencias en 1990.[19]
- Miembro de la Academia Estadounidense de las Artes y las Ciencias en 1993.[20]
- Miembro de la Sociedad Filosófica Estadounidense en 2005.[21]
- En 2000 se convirtió en miembro extranjero de la Real Academia de Artes y Ciencias de los Países Bajos.[22]
- Miembro del Consejo Asesor Científico del Future of Life Institute, una organización que trabaja para mitigar los riesgos existenciales que enfrenta la humanidad, en particular el riesgo existencial de la inteligencia artificial avanzada.[23]

## Premios y reconocimientos
- Beca, Fundación Alfred P. Sloan en 1976.[24]
- En 1982, recibió una beca MacArthur.[25]
- Premio J. J. Sakurai de la Sociedad Estadounidense de Física en 1986 compartido con David Gross y David Politzer.[26]
- Premio de física de partículas y alta energía, Sociedad Europea de Física en 2003.[27]
- En 2005 recibió el premio Golden Plate Award de la American Academy of Achievement.[28]
- En 2008 fue el primer galardonado con el Premio Julius Wess.[29]
- Recibió un doctorado honoris causa de la Universidad Jaguelónica de Cracovia  en 2012[30]
- En febrero de 2022 fue galardonado con la Cruz de Comandante de la Orden del Mérito de la República de Polonia.[31]
- En mayo de 2022, recibió el Premio Templeton por el Progreso hacia la Investigación o Descubrimientos sobre Realidades Espirituales.[32][33]

## Publicaciones
- 2021 Fundamentals: Ten Keys to Reality, Penguin Press  (272 p.) ISBN  978-0735223790
- 2015 A Beautiful Question: Finding Nature’s Deep Design, (448pp), Allen Lane,  ISBN 9781846147012
- 2008. The Lightness of Being: Mass, Ether, and the Unification of Forces. Basic Books. ISBN 978-0-465-00321-1.
- 2006. Fantastic Realities: 49 Mind Journeys And a Trip to Stockholm. World Scientific. ISBN 978-981-256-655-3.
- 2002, "On the world's numerical recipe (an ode to physics)," Daedalus 131(1): 142–47.
- 1989 (junto a Betsy Devine). Longing for the Harmonies: Themes and Variations from Modern Physics. W W Norton. ISBN 978-0-393-30596-8.